# Bikol-patak

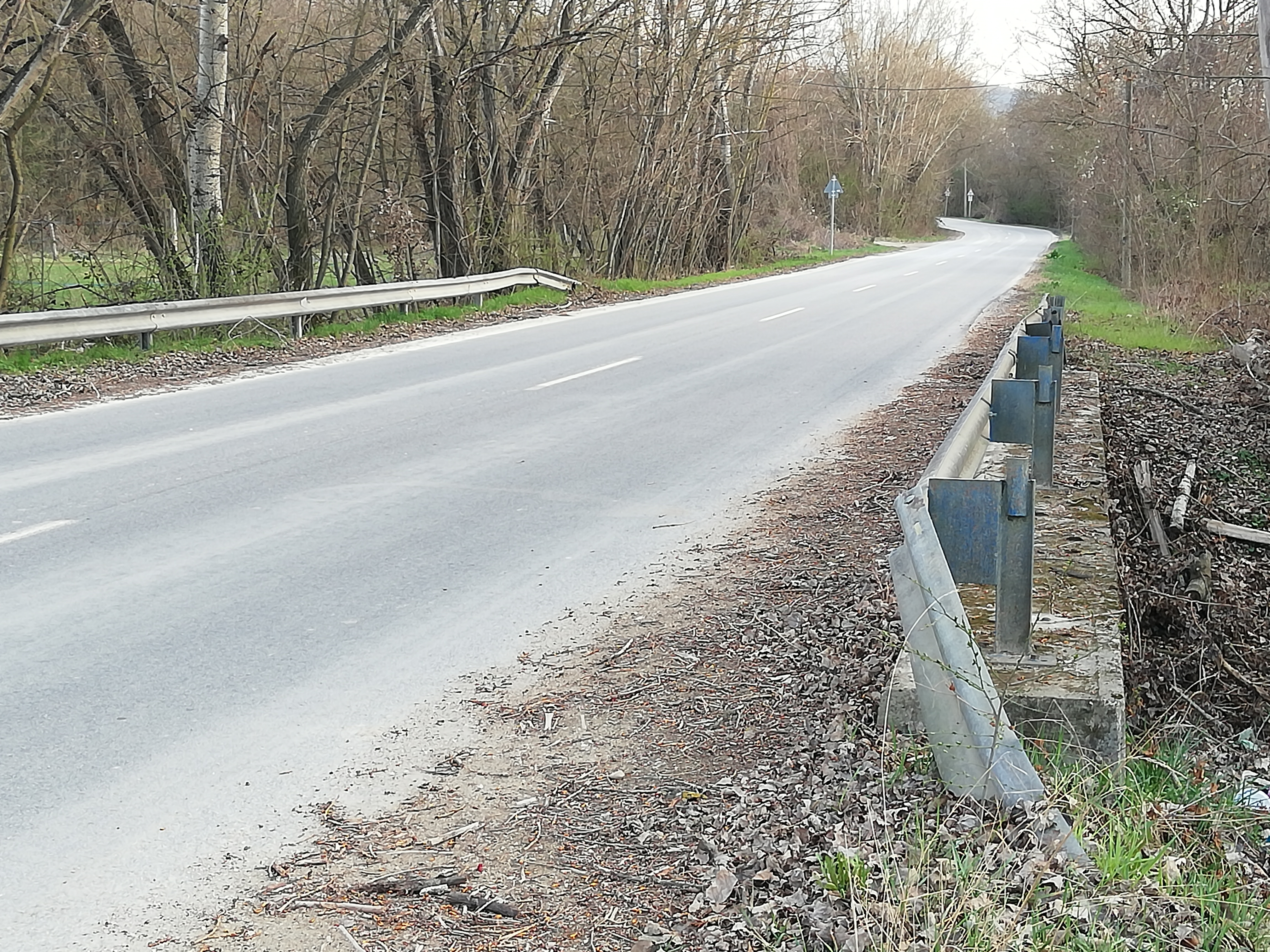
Az 1127-es út hídja a patak fölött Süttő határában

A Bikol-patak a Gerecsében ered, Tardos közelében, mintegy 310 méteres tengerszint feletti magasságban. A patak forrásától kezdve északi irányban halad, majd Süttőnél eléri a Dunát. Hossza 18 kilométer.

## Part menti települések
- Tardos (település)
- Süttő